# Saltdiapir
En saltdiapir (tidligere kaldet salthorst) er en stor samling af fast stensalt i undergrunden, som normalt har form som en ryg. Mindre udviklede saltophobninger kaldes saltpuder. En saltdiapir kan være flere tusinde meter høj, flere kilometer lang og kan nå jordoverfladen i ørkenområder som saltgletsjere.
Enkeltstående saltformationer, der har form som en svamp eller en omvendt dråbe, kaldes saltdiapirer ((græsk): 'gennembore').

## Saltdiapirer i Danmark
De danske saltbeholdninger blev skabt i Zechstein-perioder for 250-290 millioner år siden, da havvand fordampede.
I Danmark produceres der årligt omkring 600.000 ton salt fra en saltdiapir ved Hvornum vest for Hobro. Man regner med at denne saltdiapir er så stor, at der vil være salt til uændret udvinding i 16.000 år.
Saltdiapiren ved Lille Torup ved Viborg har siden 1987 været brugt som gaslager. Naturgasproduktionen i Nordsøen er relativ konstant, mens forbruget er stærkt sæsonafhængigt. Saltformationen er gastæt, så der er udskyllet syv "kaverner", der er 2-300 m høje og 50-65 m i diameter. Det tog to-tre år at udskylle en kaverne, og efter ti-tyve år skal der genudskylles, for at kompensere for saltets bevægelser. Naturgassen opbevares ved 150-200 bar.